# Pâtes farcies
 (juin 2011).
Si vous disposez d'ouvrages ou d'articles de référence ou si vous connaissez des sites web de qualité traitant du thème abordé ici, merci de compléter l'article en donnant les références utiles à sa vérifiabilité et en les liant à la section « Notes et références ».

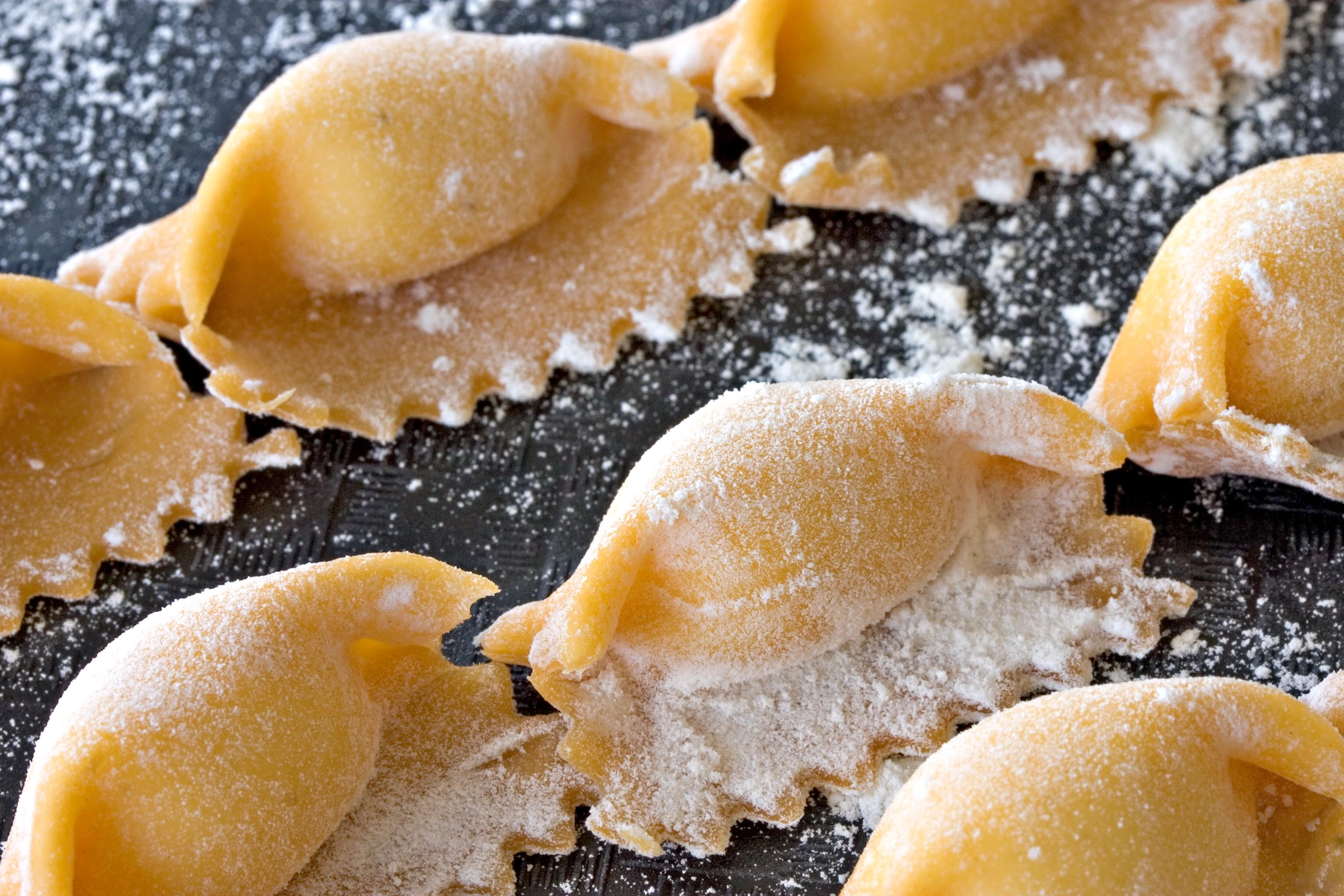
Des agnolotti.

Les pâtes farcies sont préparées à partir de pâte fraîche et de toutes sortes d'ingrédients et de farces : bacon, bœuf, champignons, épinards, fromages, gingembre, olives noires, porc, saumon, épinards...

## Liste de pâtes farcies
- Agnolotti
- Fagottini
- Jiaozi
- Mantı
- Panzotti
- Pierogi
- Raviole
- Ravioli
- Sorrentino
- Tortellini
  - Tortellini mélangés
- Triangoli